# 42e Legerkorps (Wehrmacht)
Het Duitse 42e Legerkorps (Duits: Generalkommando XXXXII. Armeekorps) was een Duits legerkorps van de Wehrmacht tijdens de Tweede Wereldoorlog. Na de deelname aan de campagne in het westen in 1940 volgde een inzet aan het oostfront van 1941 tot 1945. Tussen juni en augustus 1942 werd het korps ook wel Gruppe Mattenklott genoemd, daarna was het korps tot april 1943 tezelfdertijd Befehlshaber auf der Krim. In januari 1945 werd het korps vernietigd tijdens het Sovjet winteroffensief.

## Krijgsgeschiedenis

### Oprichting
Het 42e Legerkorps werd opgericht op 29 januari 1940 in Wehrkreis XIII in Regensburg.

### 1940

Tweede fase van Fall Rot

Tijdens Fall Gelb diende het korps als reserve van Heeresgruppe A en was het midden mei samen met het 2e Leger in het gebied Sedan, met hoofdkwartier in Charleville-Mézières. In de tweede fase (Fall Rot) vanaf 9 juni 1940 werd het korps aan de Aisne ingezet, met onder bevel de 50e, 291e en 292e Infanteriedivisies. De doorbraak van de Weygand-linie ging via Chemin des Dames naar Fère-en-Tardenois, en vervolgens werden de Franse troepen over de Marne en de Seine achtervolgd. Op de dag van de wapenstilstand was de Loire al overschreden, en hadden de divisies van het korps, de 25e, 291e en 96e Infanteriedivisies,  het gebied ten noorden van Bourges bereikt.

Na deze veldtocht werd het korps overgebracht naar de Vlaamse kust om die te beveiligen. Medio juli 1940 nam het de kustbescherming tussen het Schelde-estuarium en de Cap Gris-Nez over, in eerste instantie met de 225e en 208e Infanteriedivisies. Op 28 juli verplaatste het stafkwartier naar Charleville-Mezières in Noordoost Frankrijk, waarmee de kustverdedigingsrol officieel eindigde. Ondergeschikt waren hier de 45e en 164e Infanteriedivisies. Het korps was bedoeld om in Groot-Brittannië te landen, maar deze invasie werd geannuleerd. In de volgende maanden was er een voortdurende wisseling van de divisies onder commando.

### 1941
Het korps bleef op zijn locatie in de eerste helft van 1941. In juni beschikte het korps over de 95e, 96e 711e Infanteriedivisies. Op 12, 13 en 14 juni vertrokken de staf en de korpstroepen naar het oosten, als voorbereiding op Operatie Barbarossa en werden toegewezen aan Heeresgruppe Mitte. Bij het begin van deze inval in de Sovjet-Unie beschikte het korps over de 102e en 129e Infanteriedivisies. Het korps nam deel aan de omsingelingsslag van Białystok. Op 28 juni nam het korps de stad zelf in. Al eind juni werd het korps samen met de 106e en 110e Infanteriedivisies in het gebied ten oosten van Marijampolė geconcentreerd als OKH-reserve. Vanaf 22 juli werd het korps ingedeeld bij het 18e Leger en vocht met de 61e en 217e Infanteriedivisies rond de kust van Estland. Het veroverde Tallinn op 28 augustus en tot half oktober de grote Baltische eilanden Moon, Ösel en Dagö. Tussen september en oktober werd het korps ingezet rond het bruggenhoofd Oranienbaum, met de 61e en 217e Infanteriedivisies en Gruppe Friedrich toegewezen. Nadat de Duitsers tot blokkade van Leningrad overgegaan waren, werd het korps daar teruggetrokken en overgedragen aan Legergroep Zuid. Als onderdeel van het 11e Leger nam het deel aan de verovering van het schiereiland de Krim. Tijdens de opmars via Feodosija op het schiereiland Kertsj beschikte het korps over de 46e, 73e en 170e Infanteriedivisies. In de loop van de Kertsj-Feodosija Operatie landden sterke delen van het Sovjet 44e Leger in de buurt van Feodosija, waarbij het korps werd bedreigd om afgesneden te worden. Het op 29 december gevormde bruggenhoofd van de 244e Fusiliersdivisie, werd afgesloten door de 46e Infanteriedivisie. De Korpscommandant, generaal von Sponeck beval zonder zijn superieur te raadplegen de evacuatie van het schiereiland Kertsj. Vanwege de snelle uitvoering van dit commando en de ontmanteling van de radiostations, maakte hij een intrekking van het commando door het 11e Leger onmogelijk. Op 31 december werd von Sponeck van zijn bevel ontheven vanwege deze eigenmachtige actie en later ter dood veroordeeld.

### 1942

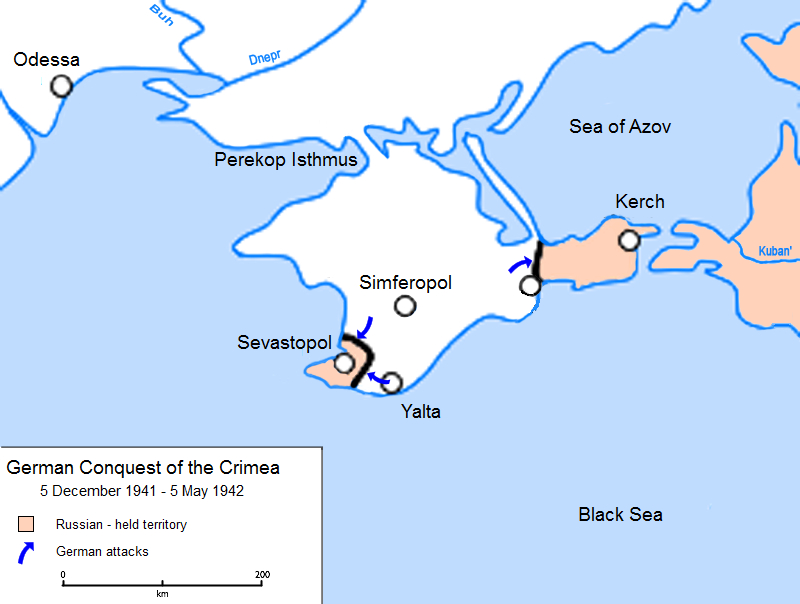
Frontlinie op de Krim van december 1941 tot mei 1942

Onder de nieuwe commandant generaal Mattenklott was het korps in belangrijke mate betrokken bij Operatie Trappenjagd. Tussen juni en augustus 1942 werd het korps aangeduid als Gruppe Mattenklott (46e en 170e Infanteriedivisies, delen van de 22e Pantserdivisie ), aangevuld door het 8e Roemeense korps (met de 10e en 19e Infanteriedivisies plus de 8e Cavaleriebrigade. Generaal von Manstein gaf de aanbeveling het na de inname van Sebastopol vrijgekomen 11e Leger de Straat van Kertsj  over te laten steken en verder op te trekken naar Krasnodar en vandaar naar Rostov. Hitler besloot echter anders, de troepen van het 11e leger werden verdeeld. Het korps bleef met de 46e en 50e Infanteriedivisies voor beveiliging van de Krim. Generaal Mattenklott fungeerde van 29 augustus 1942 tot april 1943 tegelijkertijd ook als Wehrmacht-Befehlshaber Krim. Vooreerst waren het Roemeense bergkorps (1e en 4e Bergdivisie) plus de Roemeense 8e Cavaleriedivisie onder bevel. Nadat in december 1942 de 46e en 170e Infanteriedivisies naar het Taman schiereiland waren overgeplaatst , kwam de 5e Luftwaffenfelddivisie, de 153e Reservedivisie en de Roemeense 10e Infanteriedivisie naar de Krim. 

### 1943
Voor het geplande Duitse zomeroffensief tegen de saillant van het Koersk werd het korps eind april 1943 naar Armee-Abteilung Kempf overgeplaatst. Tijdens de Operatie Zitadelle (3-15 juli) waren de 39e, 161e en 282e Infanteriedivisies toegewezen aan het korps in het gebied ten oosten van Charkov. Het korps maakte geen actief deel uit van de aanvalssectoren. Na het begin van het Sovjet-tegenoffensief werd de situatie rond Charkov snel onhoudbaar. Het zich oostelijk van Charkov bevindende korps moest zijn posities langs de Donets opgeven. Tot 17 augustus konden de aanvallen van het Sovjet 57e Leger nog afgewezen worden, maar op 22 augustus werd Charkov definitief opgegeven. Wat volgde was het aansluiten van het korps aan de algehele terugtocht naar de Dnjepr. Het korps richtte zich achter de Dnjepr in ter verdediging in het gebied Tsjerkasy-Kanev-Rzhischev gedurende september. Van eind september tot medio november ondernam het korps anti-partizaan acties rond Zjytomyr, tot dat deze stad door het Rode Leger ingenomen werd. Tussen 12 en 30 november werd het korps ook wel Armeegruppe Mattenklott genoemd, en was sterk betrokken bij de herovering van Zjytomyr en het gebied ten (noord)oosten ervan. Vervolgens vormde het korps ten oosten van Zjytomyr de frontlijn gedurende één maand. Tijdens het Sovjet Kerstoffensief richting Zjytomyr van 24 december tot het eind van het jaar, verdedigde het korps de zuidvleugel bij Fastiv. Daarna verplaatste het korps zich naar een linie aan de Dnjepr.

### 1944

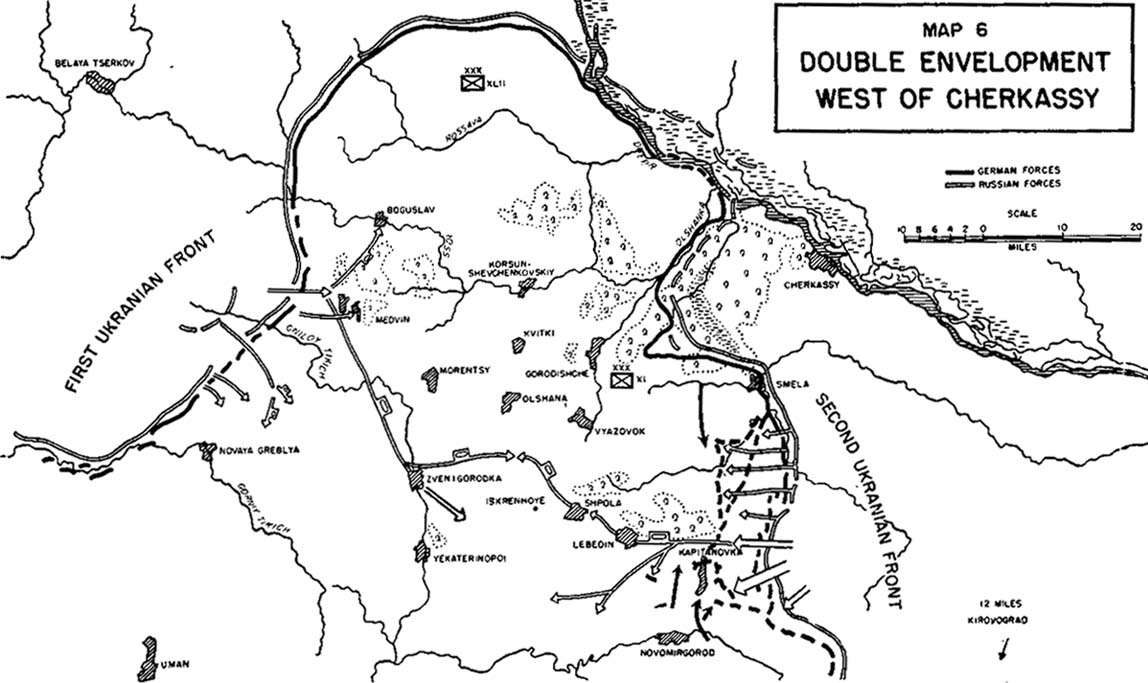
De vorming van de Tsjerkasy-pocket

Generaal Mattenklott gaf in januari tijdelijk het commando over het korps over aan Generaal Lieb. Dag na dag, van eind december 1943 tot 24 januari 1944, viel Russische infanterie, vaak ondersteund door tanks, de posities van het korps aan. Geen enkele doorbraak volgde, maar langzaam namen de krachten af door constante verliezen. Op 24 januari 1944 viel het 2e Oekraïense Front vanuit het oosten naar Shpola aan, het 1e Oekraïense Front volgde op 26 januari 1944 in zuidwestelijke richting naar Zvenigorodka en sloeg hier een gat tussen het korps en het 7e Legerkorps. Ze creëerden zo de dubbele doorbraak van het Duitse front. Vanaf 27 januari waren er zware Duitse tegenaanvallen op de flanken van het Rode Leger, maar deze konden het contact tussen beide fronten in Zvenigorodka niet stoppen. Zes Duitse divisies waren omcirkeld in de pocket van Tsjerkasy (Korsun), het korps inbegrepen - met de 72e , 88e en 389e Infanteriedivisies. Generaal Stemmermann, commandant van 11e Legerkorps nam het bevel in de pocket op zich. In de volgende twee weken werd de pocket steeds meer gecomprimeerd. Vanaf de buitenkant deden het 3e en 47e Pantserkorps een ontzettingspoging. Het laatste korps werd al snel gestopt, maar het 3e Pantserkorps kwam tot heel dicht bij de pocket. Kort voor middernacht op 16 februari ondernamen de resten van de ingesloten troepen een ultieme uitbraakpoging: nog 7 km scheidde hen van de ontzettingstroepen. Velen haalden het, maar ook velen niet. Generaal Lieb en zijn staf zwommen rond het eind van de middag op de 17e februari over de Gniloi Tikich en bereikten het 3e Pantserkorps. Daarmee had het korps eigenlijk opgehouden te bestaan. De restanten werden naar Polen getransporteerd.

### Heroprichting als Armeekorps z.b.V. - 1944
Het 42e Legerkorps z.b.V werd op 15 maart 1944 opgericht in Wehrkreis XIII. Maar op 19 juli 1944 werd dit korps weer omgedoopt tot 42e Legerkorps.

Al snel na de heroprichting moest het korps in actie komen. Het 2e Wit-Russische Front voerde vanaf 15 maart een aanval uit richting Kovel en omsingelde de stad tot en met 27 maart. De Duitsers verzamelden snel troepen voor een ontzettingsaanval, met naast het korps ook het 57e Pantserkorps. Het korps beschikte op 28 maart over de 5e SS-Pantserdivisie „Wiking“, de 131e Infanteriedivisie en de Hongaarse 19e Infanteriedivisie. Kovel werd op 5 april ontzet. Op 10 april nam het korps een frontlijn ten zuiden van Kovel over met de 72e en 214e Infanteriedivisies. De rust aan dit frontdeel trad in gedurende enkele maanden. Op 13 juli opende het Sovjet 1e Oekraïense Front zijn Lvov–Sandomierz Offensief. Het korps kreeg zware aanvallen te verduren, kon enkele dagen min of meer standhouden, maar moest toen beginnen uit te wijken naar het westen. Vervolgens probeerde het korps de Westelijke Boeg oostelijk van Hrubieszów te verdedigen, maar die moest op 22 juli opgegeven worden. De terugtocht voerde verder richting het einde van de maand (onder voortdurende dreiging van Sovjet-flankomtrekkingen) en vervolgens moest het korps zich terugtrekken op de westelijke oever van de Weichsel tegenover Zawichost, ten noorden van Sandomierz. De Sovjet-troepen waren intussen de Weichsel ook overgestoken en vormden een bruggenhoofd. De volgende maand probeerden de Sovjets eerst het bruggenhoofd te vergroten, vervolgens voerden de Duitsers een reeks hevige tegenaanvallen uit om te proberen het bruggenhoofd in te drukken en uiteindelijk konden de Sovjets het bruggenhoofd toch nog vergroten. Op 17 augustus werd het korps zelfs korte tijd omsingeld, maar vrijwel meteen ook weer door te hulp geschoten troepen ontzet. Vanaf 29 augustus doofden de gevechten en het front kwam tot rust. Het korps vormde de noord-sector van de verdediging rond het Sovjet-bruggenhoofd. De rest van het jaar bleef het korps in deze positie. Op 16 september beschikte het korps over de 17e Pantserdivisie, de 1e Ski-Jägerdivisie en de 72e, 88e en 291e Infanteriedivisies.

### 1945

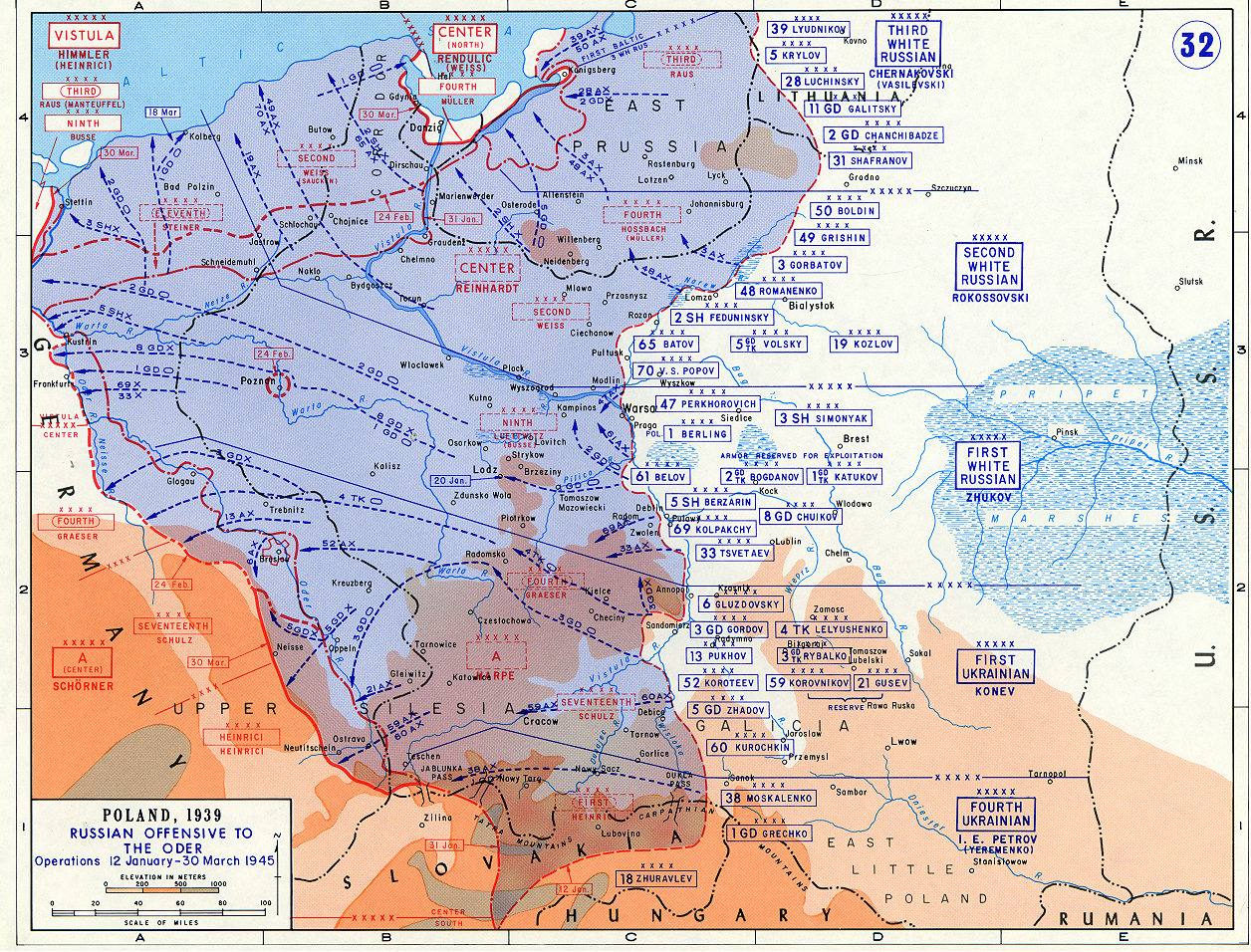
Het Weichsel-Oderoffensief

Het korps verdedigde medio januari 1945 het Baranov-Sandomierz bruggenhoofd met de 72e en 342e Infanteriedivisies langs de Weichsel en de 88e en 291e Infanteriedivisies aan de noordzijde van het bruggenhoofd, aan de vooravond van het Sovjet Weichsel-Oderoffensief. Het andere rond het bruggenhoofd aanwezige korps, het 48e Pantserkorps, werd volledig overspoeld, maar ook het korps aan de noordzijde kreeg op 12 januari zware aanvallen te verduren. Toch kwam de grootste bedreiging van achteren, aangezien het korps op 14 januari al volledig omsingeld was. De volgende dag begon het korps zich van de Weichsel terug te trekken. Het 24e Pantserkorps was te hulp geschoten, maar werd zelf ook ingesloten oostelijk van Kielce. Toch hield het daar zoveel mogelijk stand. Het korps was intussen naderbij geschoven en op 18 januari kon het korps zich aansluiten bij het 24e Pantserkorps. Maar het was intussen geen korps meer. De 342e Infanteriedivisie was nog redelijk intact, maar de andere drie divisies konden beter als resten worden omschreven. De twee korpsen gingen nu tezamen verder, onder bevel van de commandant van het 24e Pantserkorps: Generaal Nehring. Deze groep ging nu verder als “wandernder Kessel” (rondtrekkende pocket), naar het westen trekkend. Op 21 januari trof de groep het Pantserkorps "Großdeutschland" aan de Warta en gingen vanaf daar verder en bereikten eigen linies bij Glogau aan de Oder op 29 januari. Maar het korps als zodanig was er niet meer bij, alleen de troepen. Het korps had eigenlijk tussen 18 en 27 januari opgehouden te bestaan. Op 23 januari werd de commandant, Generaal Recknagel, tussen Piotrków Trybunalski en Tomaszów Mazowiecki door partizanen doodgeschoten en zijn plaatsvervanger generaal Finger sneuvelde op 27 januari in Częstochowa.

Het 42e Legerkorps hield op te bestaan tussen 18 en 27 januari 1945 in Polen tussen Kielce en  Łódź. Officieel werd het korps pas op 7 maart 1945 opgeheven.

## Bovenliggende bevelslagen
| Leger                 | Legergroep               | Plaats/regio                        | Begin             | Eind              |
| --------------------- | ------------------------ | ----------------------------------- | ----------------- | ----------------- |
| direct onder bevel    | OKH                      | Heimat                              | 5 februari 1940   | 16 mei 1940       |
| 2. Armee              | Heeresgruppe A           | Frankrijk                           | 16 mei 1940       | 31 mei 1940       |
| 9. Armee              | Heeresgruppe A           | Chemin des Dames                    | 31 mei 1940       | 6 juli 1940       |
| 16. Armee             | Heeresgruppe A           | Frankrijk                           | 6 juli 1940       | 23 april 1941     |
| 15. Armee             | Heeresgruppe D           | Frankrijk                           | 23 april 1941     | 13 juni 1941      |
| 9. Armee              | Heeresgruppe B           | Generaalgouvernement                | 13 juni 1941      | 22 juni 1941      |
| 9. Armee              | Heeresgruppe Mitte       | Wit-Rusland                         | 22 juni 1941      | 19 juli 1941      |
| 16. Armee             | Heeresgruppe Nord        | Baltische staten                    | 19 juli 1941      | 22 juli 1941      |
| 18. Armee             | Heeresgruppe Nord        | Baltische staten, Oranienbaum       | 22 juli 1941      | 20 oktober 1941   |
| 11. Armee             | Heeresgruppe Süd         | Krim                                | 20 oktober 1941   | 23 juli 1942      |
| direct onder bevel    | Heeresgruppe A           | Krim                                | 23 juli 1942      | 21 april 1943     |
| Armee-Abteilung Kempf | Heeresgruppe Süd         | Charkov                             | 21 april 1943     | 22 augustus 1943  |
| 8. Armee              | Heeresgruppe Süd         | Charkov                             | 22 augustus 1943  | 12 september 1943 |
| direct onder bevel    | Heeresgruppe Süd         | Dnjepr                              | 12 september 1943 | 29 september 1943 |
| 4. Panzerarmee        | Heeresgruppe Süd         | Dnjepr, Zjytomyr                    | 29 september 1943 | 31 december 1943  |
| 8. Armee              | Heeresgruppe Süd         | Dnjepr                              | 1 januari 1944    | 18 februari 1944  |
|                       |                          |                                     |                   |                   |
| 4. Panzerarmee        | Heeresgruppe Nordukraine | Kovel                               | 19 maart 1944     | 27 maart 1944     |
| 2. Armee              | Heeresgruppe Mitte       | Kovel                               | 27 maart 1944     | 4 april 1944      |
| 4. Panzerarmee        | Heeresgruppe Nordukraine | Kovel                               | 4 april 1944      | 23 september 1944 |
| 4. Panzerarmee        | Heeresgruppe Nordukraine | Kovel, Weichsel, Sandomierz, Kielce | 23 september 1944 | januari 1945      |

## Commandanten
| Rang                   | Naam                  | Begin           | Eind             |
| ---------------------- | --------------------- | --------------- | ---------------- |
| General der Pioniere   | Walter Kuntze         | 29 januari 1940 | 10 oktober 1940  |
| Generalleutnant        | Hans Graf von Sponeck | 10 oktober 1940 | 29 oktober 1941  |
| General der Infanterie | Bruno Bieler          | 29 oktober 1941 | november 1940    |
| Generalleutnant        | Hans Graf von Sponeck | november 1940   | 31 december 1941 |
| General der Infanterie | Franz Mattenklott     | 1 januari 1942  | 22 juni 1943     |
| General der Infanterie | Anton Dostler         | 22 juni 1943    | juli 1943        |
| General der Infanterie | Franz Mattenklott     | juli 1943       | 2 maart 1944     |
|                        |                       |                 |                  |
| General der Infanterie | Franz Mattenklott     | 15 maart 1944   | 14 juni 1944     |
| General der Infanterie | Hermann Recknagel     | 14 juni 1944    | 23 januari 1945  |
| Generalmajor           | Artur Finger          | 23 januari 1945 | 27 januari 1945  |

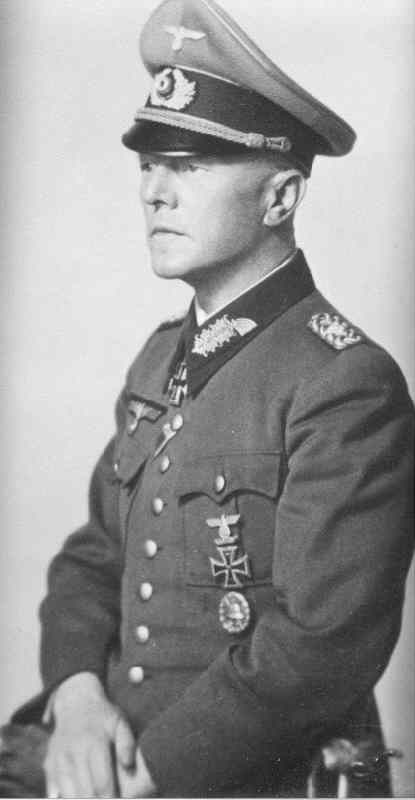
Generalleutnant Hans Graf von Sponeck

Generalmajor Artur Finger was m.st.F.b. (= mit der stellvertretende Führung beauftragt) wat zoiets inhoudt als "gedelegeerd plaatsvervangend leiderschap".